# (2685) Masursky
(2685) Masursky est un astéroïde de la ceinture principale qui a été photographié de loin (1,6 million de kilomètres) par la sonde Cassini-Huygens le 23 janvier 2000 pendant son voyage vers l'étape Jupiter en route pour Saturne (voir ci-dessous).
Il porte le nom d'Harold Masursky (1923-1990), géoplanétologue renommé, un participant majeur aux programmes Mercury et Apollo, ainsi qu'aux missions Viking et Voyager.
Bien qu'appartenant à la famille d'Eunomie, les données obtenues par Cassini-Huygens semblent infirmer que son type spectral astéroïdal soit S. Les résultats sont non concluants.